# Taeniacanthus carchariae
Taeniacanthus carchariae is een eenoogkreeftjessoort uit de familie van de Taeniacanthidae. De wetenschappelijke naam van de soort is voor het eerst geldig gepubliceerd in 1871 door Sumpf.